# Culinária de Montenegro
A culinária de Montenegro desenvolveu-se, em parte, graças à fertilidade do solo, principalmente na região sul. Os vegetais mais utilizados na cozinha montenegrina incluem batatas, cenouras, cebolas, tomate, feijão, espinafre, repolho, couve-de-folhas (“rastan” ou “rashtan”), acelga (“blitva”), beringela e abobrinha. Graças à influência que recebeu ao longo dos séculos dos povos do Mediterrâneo, da Áustria-Hungria e outras, as preparações tradicionais incluem sopas, guisados, carne fumada ou moída, por exemplo em cevapcici, almôndegas, vegetais recheados (como os pimentos) e espetadas; uma especialidade é a “grelhada mista de carnes”. As saladas, feitas com vegetais frescos e em picles, são também populares e empregam feijão, pepino, cebola, pimento, tomate e chucrute.
O peixe é usado em sopas, grelhado e frito; também pode ser assado e servido com arroz, vegetais e ameixas (por exemplo, carpa e enguia). “Ukljeva” é uma espécie de peixe dos rios da Europa e Ásia ocidental (Cáucaso, Volga e noroeste da Turquia), abundante no lago Skadar e é frequentemente fumada, assim como a carpa. O “bakalar” (bacalhau) é tradicionalmente servido na ceia de Natal, normalmente numa salada. Uma sopa muito apreciada é feita com peixe seco, cebola e alho, e é servida fria. Outras sopas muito populares são caldos de carne com vegetais ou massas.
O pão e as saladas estão sempre presentes à mesa e a pastelaria é popular, com frutas e nozes usadas em strudels, panquecas (ou crepes) e pasteis.
Oa montenegrinos comem geralmente três refeições diárias: um pequeno-almoço à base de pão com manteiga ou mel, ou burek; um almoço que começa normalmente por uma sopa, seguida por um prato de carne ou peixe; e um jantar leve, muitas vezes com almôndegas.

## Pratos tradicionais do Monenegro
- Koljivo, servido em rituais religiosos
- en:Sarma (couve recheada)
- Podvarak (carne assada com chucrute)
- Kastradina (couve verde com borrego fumado)
- Priganice
- en:Đuveč (uma espécie de ratatouille com carne)
- en:Kacamak (uma espécie de polenta)
- Česnica (pão especial preparado para o Natal)